# Arquitectura de Mongolia
La arquitectura de Mongolia se caracteriza por sus viviendas tradicionales, como la yurta (en mongol, гэр, ger) y la tienda de campaña. Durante los siglos XVI y XVII, se construyeron monasterios budistas en todo el país, que posteriormente se ampliaron para dar cabida a un número cada vez mayor de fieles. Los arquitectos mongoles diseñaron sus templos con techos piramidales, similar a la forma redonda de las yurtas. Una mayor expansión condujo a una diseño cuadrangular de los lugares de culto, rematados en forma de carpa. Las paredes enrejadas, los postes del techo y las capas de fieltro finalmente fueron reemplazados por piedra, vigas de ladrillo y tablones de madera.
El historiador de arte mongol N. Chultem identificó tres estilos de arquitectura tradicional mongola: mongol, tibetano y chino, tanto por separado o en combinación. El monasterio Dashchoilin Khiid en Ulán Bator es un ejemplo de arquitectura similar a un yurta. El templo Lavrin del siglo XVIII en la lamasería Erdene Zuu fue construido en la tradición tibetana. El templo Choijin Lama (1904), ahora un museo, es una muestra de estilo chino. El templo Tsogchin, en Gandan, combina las tradiciones mongola y china. El templo Maitreya (demolido en 1938) fue un ejemplo de edificio tibetano-mongol.

## Período antiguo

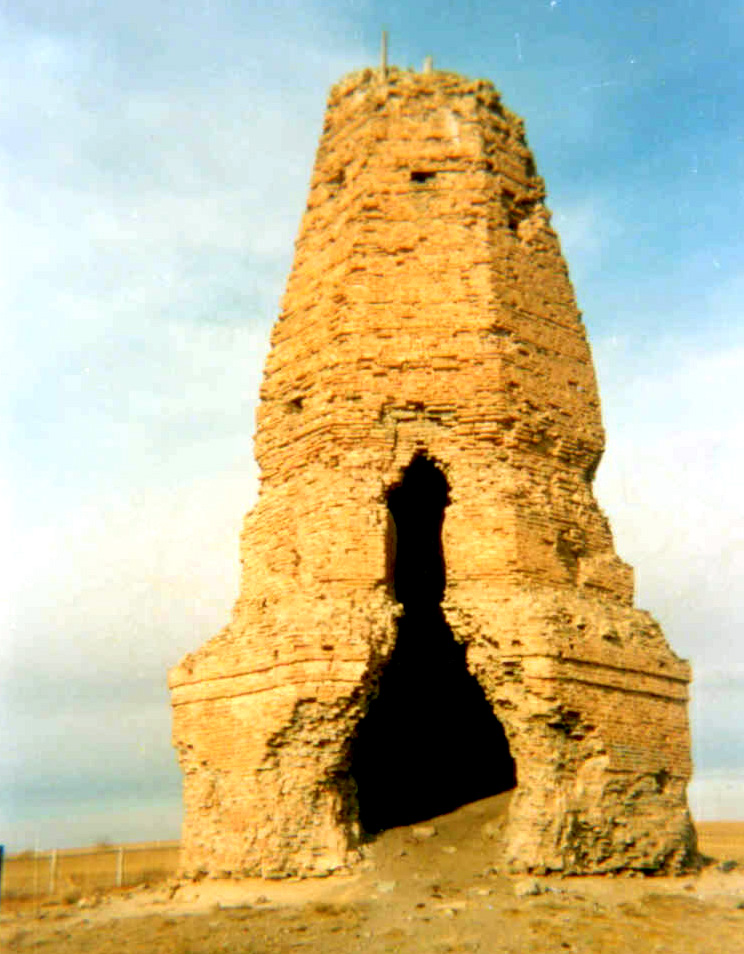
Antigua estupa que se conserva en Bars-Hot.

La confederación Xiongnu gobernó la actual Mongolia desde el III a. C. hasta el I d. C. Vivían en tiendas portátiles y redondas sobre carros y yurtas. La aristocracia Xiongnu residía en pequeños palacios y sus aldeas estaban protegidas por enormes murallas. S. I. Rudenko también menciona la construcción de capitales usando troncos como material principal. Las excavaciones arqueológicas indican que los Xiongnu levantaron ciudades.
Los poderosos estados desarrollados por los pueblos túrquicos desde el siglo VI al IX dominaron la región y había varias ciudades y pueblos turcos en los valles de los ríos Orjón, Tuul y Selengá. La principal ciudad del kanato túrquico era Balyklyk. El kanato uigur que sucedió a los turcos se centró en la ciudad de Kara Balgasun, fundada a principios del siglo VIII. Se ha conservado una parte de la muralla de la fortaleza de 12 m de altura con una torre de vigilancia. Existía un gran distrito de comercio artesanal en la urbe, cuya arquitectura estaba influenciada por las tradiciones sogdianas y chinas.
Las excavaciones arqueológicas descubrieron vestigios de ciudades del período kitán de los siglos X al XII. La población excavada más importante fue Hatun Hot, fundada en 944. Otra ciudad kitán importante fue Bars-Hot en el valle del río Kerulen, que cubría un área de 290 hectáreas. Una murallas de barro rodeaba sus terrenos, y presenta 4 m de espesor y entre 1,5 y 2  de alto.

## Yurtas

El interior de una yurta en el oeste de Mongolia. Arriba se puede apreciar la corona, que deja pasar luz natural, así como los postes de madera (uni en mongol), que unen el techado con la pared.

La yurta o ger en mongol es un tipo de vivienda transportable, que se adapta al clima estepario de Asia Central y a la vida nómada de los pastores. Su modelo más tradicional consiste en un armazón de madera circular recubierto de fieltro, con cuerdas que afianzan el techado. Para conseguir la madera, los nómadas debían comerciar con los pueblos de los valles fluviales cercanos, en tanto que la lana la obtenían de sus rebaños de ovejas, yaks y cabras.
Esta estructura se convirtió en un símbolo del centro de Asia gracias a su uso extendido, debido a la facilidad para desmontarla y trasladarla. Su componente más complejo es la corona o toono, la parte de madera más alta del techo. Es circular y abierta, de forma que permite la ventilación, la entrada de luz solar y la salida de humo de la cocina. Estructuralmente, sirve para ejercer presión en las paredes para que la yurta se asiente bien sobre el suelo. Por influencia budista, su forma puede ser similar a la rueda del dharma. Los pilares o bagana que sostienen el techado suelen ser de madera de abedul. Una serie de postes de madera o uni unen la corona con las paredes; pueden ser de color rojo o estar pintados con motivos geométricos. El entramado de la pared o khana consiste en unas varas flexibles, que se pueden plegar para facilitar su transporte. Finalmente, la puerta o khaalga está formada por dos tablones de madera, y suele ser ornamentada; antiguamente solía ser una simple cortina de fieltro.

## Período imperial
Karakórum, en el valle del Orjón fue la capital del Imperio mongol entre 1235 hasta 1263. Contando con arquitectos de lugares como Persia y China, Ogodei Kan mandó su construcción y levantó un palacio amurallado ante la necesidad de tener un lugar centralizado para administrar los extensos territorios del Imperio. La mansión del kan era opulenta: tenía columnas doradas, pabellones, lavabos de oro y plata, una bodega para vinos y las paredes estaban ornamentadas con pinturas de artistas kitanos.
Otras ciudades y palacios existieron en toda Mongolia durante los siglos XIII y XIV. Las mejor estudiadas son las ruinas del palacio Aurug, cerca del Kerulen, y las ciudades de Hirhira y Kondui en la región trans-baikal. Las dos últimas indican que las urbes se desarrollaron no solo alrededor de los palacios de los kanes, sino también entorno de las casas de otros nobles; Hirhira se creció alrededor de la residencia de Juchi-Khasar. La nobleza mongola, insatisfecha con las residencias temporales, comenzó a construir lujosos palacios. En el caso de Hirhira, su palacete estaba dentro de una ciudadela. El palacio de Kondui fue construido sobre una plataforma rodeada de terrazas de dos niveles, pabellones y piscinas. Las excavaciones arqueológicas revelaron evidencia de incendios; las tres ciudades cayeron a fines del siglo XIV.

## Renacimiento y Postrenacimiento
Después de dos siglos de decadencia cultural, Mongolia comenzó un renacimiento durante la segunda mitad del siglo XVI. Este fue un período de relativa paz, libre de agresiones extranjeras, y durante este se introdujo la escuela Gelug del budismo. Altan Kan fundó la ciudad de Hohhot en 1575 como centro político y cultural. Entre los primeros monasterios budistas en Mongolia durante este período estaba el templo Thegchen Chonchor Ling en Khökh Nuur, que mandó a construir Altan Kan para conmemorar su encuentro de 1577 con el tercer dalái lama, Sonam Gyatso. En Jaljas, Abatai Kan fundó el monasterio de Erdene Zuu en 1585, cerca del sitio de Karakórum.
El estilo constructivo mongol comenzó con templos transportables. A medida que la gente se volvió más sedentaria, los lugares de culto evolucionaron hacia estructuras circulares y cuadradas. El techo, sostenido por pilares y paredes, también servía como cielorraso. Öndör Guegueen Zanabazar, el primer Bogd Guegueen —líder espiritual— de los mongoles jalja, diseñó muchos templos y monasterios en estilo tradicional mongol y supervisó su construcción. Fusionó la arquitectura oriental con los diseños de yurtas y marquesinas mongolas. El templo Batu-Tsagaan Tsogchin en Ulán Bator fue un prototipo del estilo arquitectónico mongol. Es un gran estructura en forma de carpa, con cuatro columnas centrales que sostienen el techo. La fila central está compuesta de doce columnas y las filas del exterior son ligeramente más altas. En total tiene 108 columnas y fue diseñado para ser ampliado: medía originalmente 42 por 42 metros y luego se amplió a 51 por 51 metros.

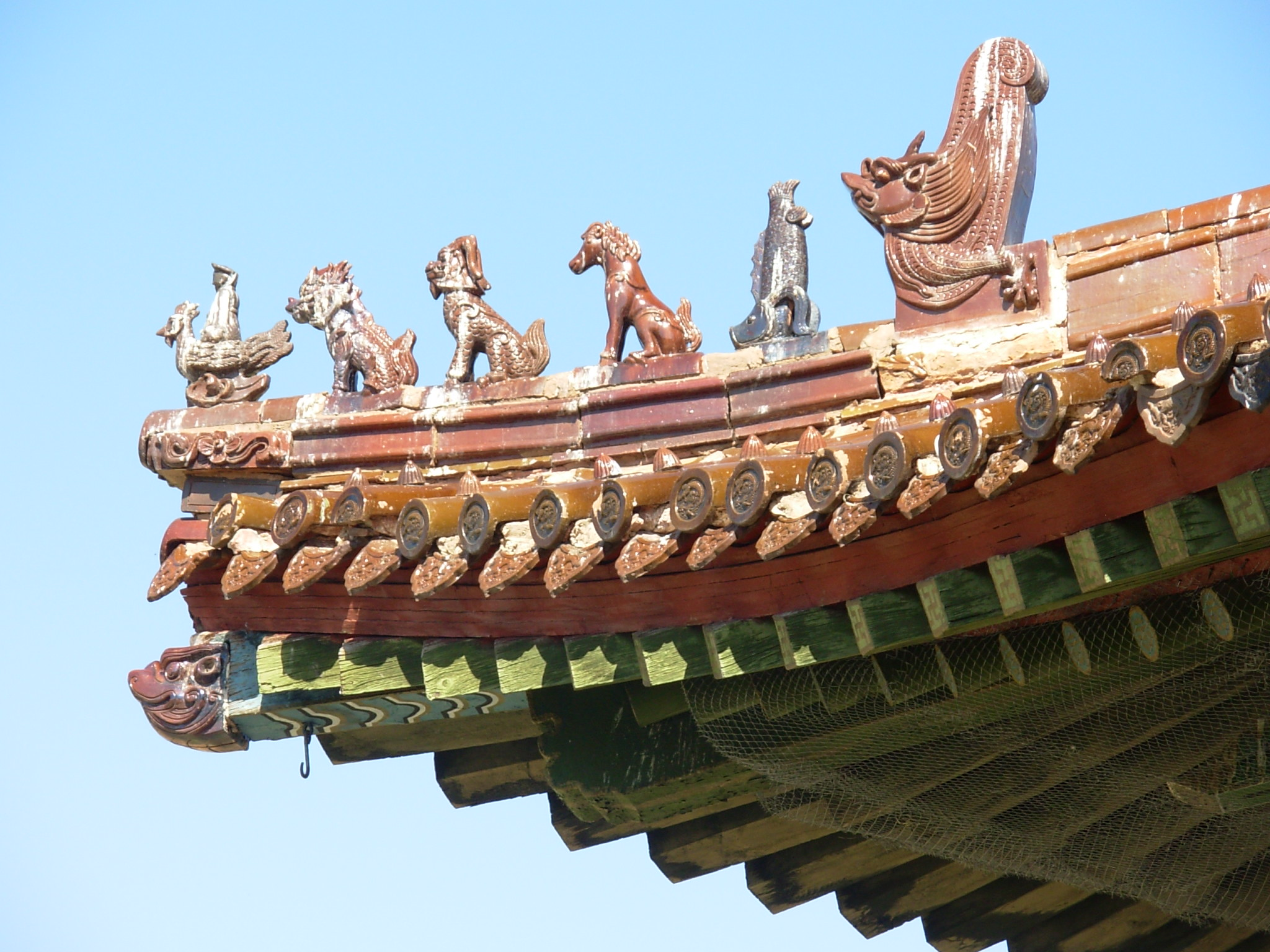
Detalle del tejado del monasterio Amarbayasgalant.

La construcción de templos en la tradición renacentista continuó durante los siglos XVIII, XIX y principios del XX. Ishbaljir (1709-1788) comparó las proporciones de los edificios con las proporciones del cuerpo humano en Exquisitas cuentas de flores, y Agvaanhaidav (1779-1838) describió el proceso de construcción de un templo dedicado a Maitreya. Agvaanceren (1785-1849) escribió Aahar shaahar («Construcción y reparación de templos»). Un ejemplo de este período es el monasterio Amarbayasgalant, levantado entre 1727 y 1736. El complejo está dispuesto de forma simétrica basado en una jerarquía, diseño típico de la dinastía Qing. También se observan influencias manchúes en la planta cuadrada, el color rojo y el uso de tejados curvos.

## Arquitectura revolucionaria

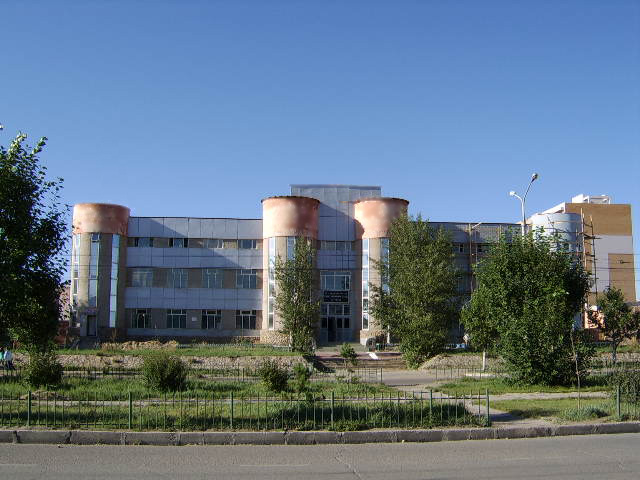
El Club Militar, actualmente de la Universidad de Artes Cinematográficas.

La Revolución de Octubre destruyó gran parte de la cultura tradicional, con la demolición de más de ochocientos monasterios y la purga de miles de lamas. La arquitectura constructivista que floreció en la Unión Soviética también echó raíces en Mongolia. El edificio del Comité de Comunicaciones por Radio y Correos, con su torre rematada en forma de pirámide, fue una muestra de constructivismo. Otros ejemplos fueron las oficinas de Mongoltrans, el Ministerio del Interior y el Club Militar.

## Clasicismo y producción en masa

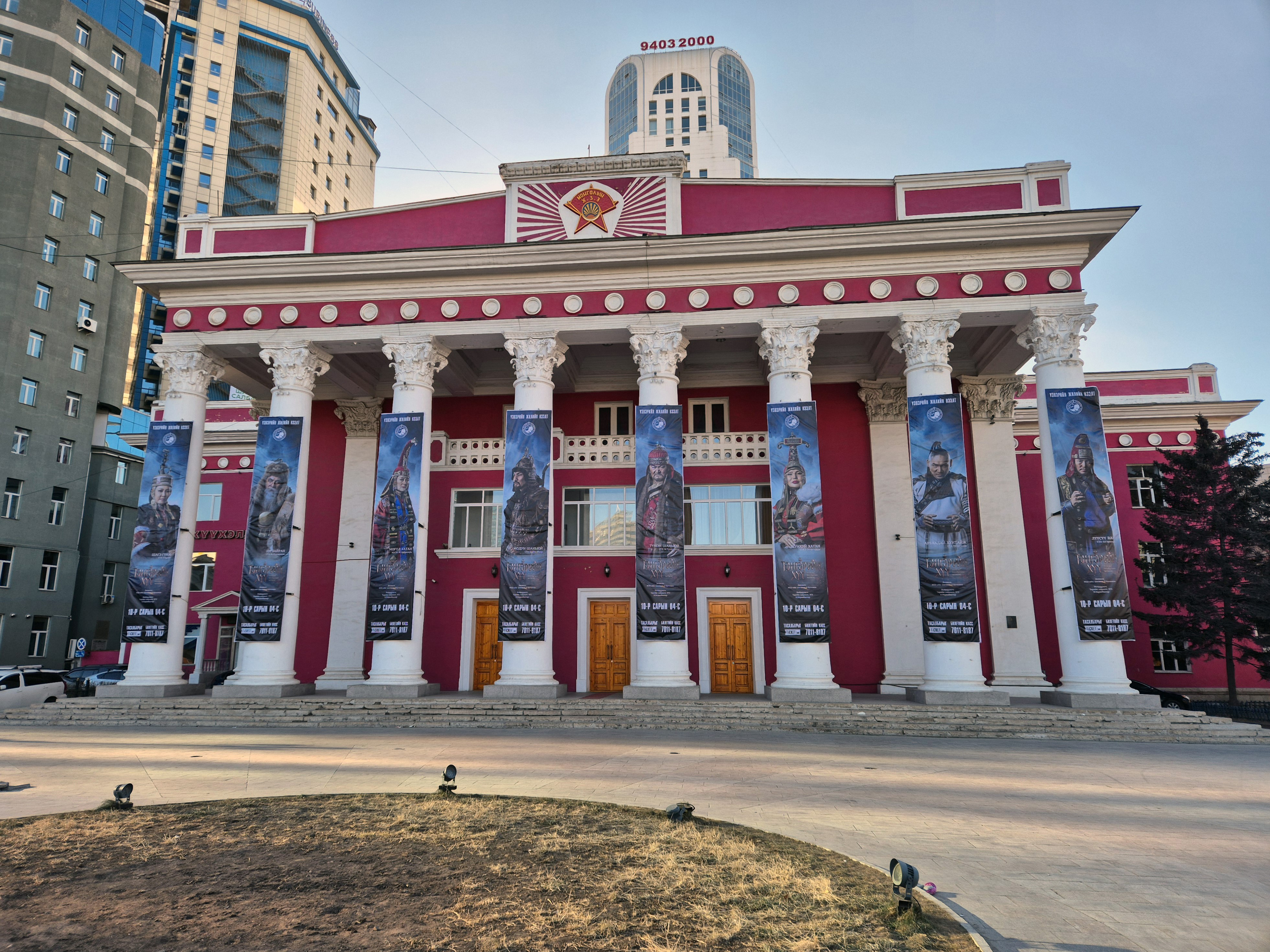
El Teatro Nacional de Mongolia, de corte neoclasicista.

Los arquitectos mongoles trabajaron para combinar creativamente el neoclasicismo con la arquitectura tradicional mongola. El desarrollo del centro de Ulán Bator continuó por iniciativa de B. Chimed, quien diseñó el Teatro Nacional, el Museo de Historia Natural y el Hotel Ulán Bator. El teatro tiene el plano cuadrático y el techo de marquesina de dos niveles de la arquitectura mongola. Otros arquitectos siguieron estas directrices; el Urt Tsagaan (el paseo turístico), el Ministerio de Salud de B. Dambiinyam, el Observatorio Astronómico, el Edificio n.° 2 de la Universidad Estatal y el Edificio de Meteorología de A. Hishigt se distinguen de la arquitectura europea.
La urbanización de la capital de Mongolia se debió a la Unión Soviética. El Instituto de Planificación Urbanística de Moscú se encargó de trazar el plano de la ciudad. Sin embargo, en la década de 1950 la mayoría de su población todavía vivía en yurtas, pese a la cantidad creciente de edificios prefabricados que se construían. La monotonía de la arquitectura urbana fue criticada en cuatro congresos sucesivos de la Asociación Mongola de Arquitectos a partir de 1972, pero no se logró ninguna mejora significativa. Como el reflejo de la evolución de la arquitectura soviética hacia la modernidad, los edificios construidos entre 1960 y 1980 comenzaron a abandonar el lenguaje constructivo socialista. En muchos casos, colaboraron arquitectos de otros países soviéticos de la Comecon. Con la transición a la democracia a partir de 1990, la arquitectura se diversificó y los monasterios budistas retomaron su relevancia.